# Museum Kunst der Westküste

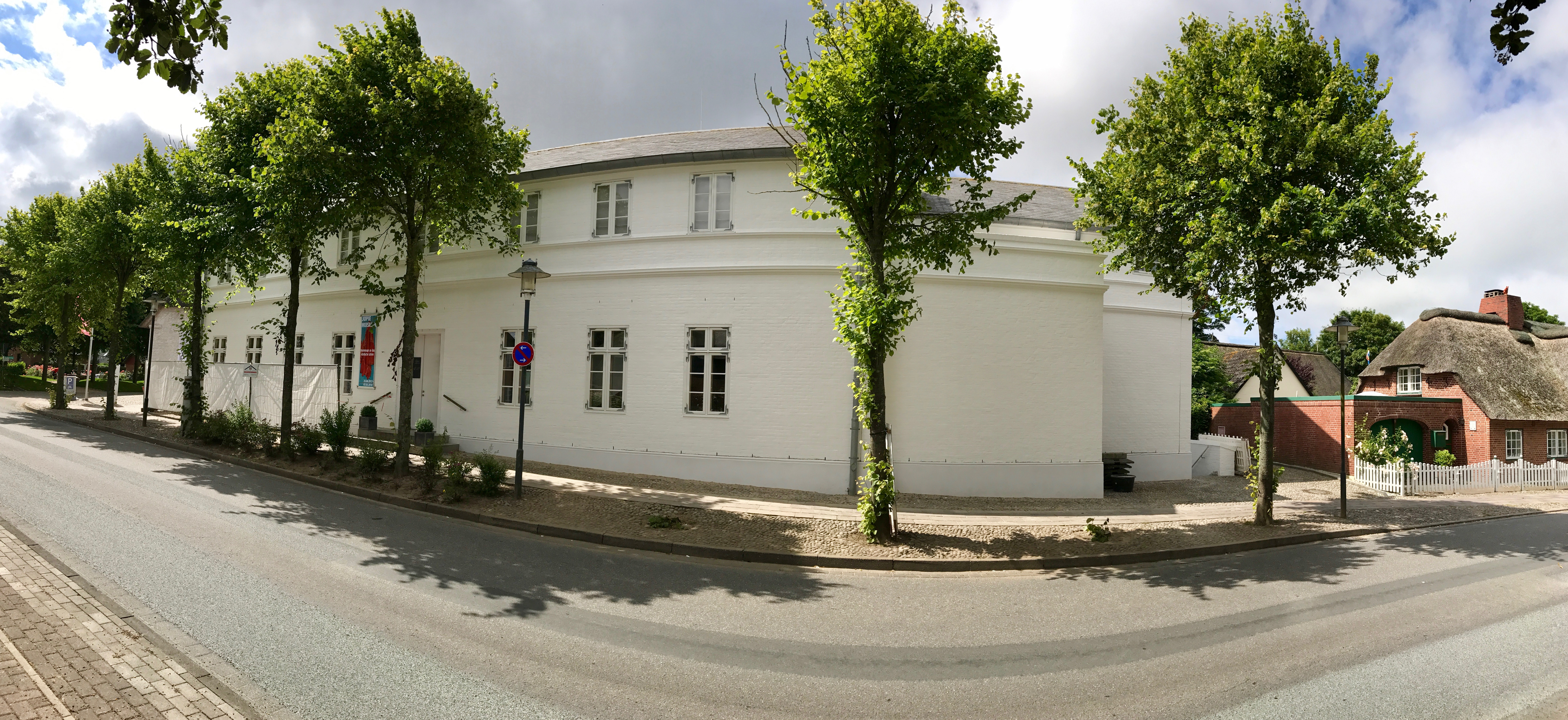
Museum Kunst der Westküste

Das Museum Kunst der Westküste liegt in Alkersum auf der nordfriesischen Insel Föhr. Als gemeinnütziges Stiftermuseum – dessen Ausgangspunkt die historisch orientierte Gemäldesammlung des Museumsstifters Frederik Paulsen jr. bildet – sammelt, erforscht und vermittelt es Kunst, die sich mit dem Thema „Meer und Küste“ auseinandersetzt. Aufbauend auf der Gemäldesammlung Paulsens werden Wechselausstellungen realisiert, welche die Werke der Sammlung sowohl mit anderen Positionen der europäischen Kunstgeschichte als auch mit Gegenwartskunst in Zusammenhang bringen.
Betreiber ist die Det Paulsen Legaat gemeinnützige GmbH (Fering, deutsch: „Das Paulsen-Vermächtnis“). Stifter des Museums ist Frederik Paulsen jr., der ehemalige Vorstandsvorsitzende des Pharmakonzerns Ferring. Eröffnet wurde das Museum Kunst der Westküste 2009 durch den Gründungsdirektor Thorsten Sadowsky, der bis 2013 die Leitung innehatte. Seit Mai 2013 ist Ulrike Wolff-Thomsen Direktorin des Museums. Etwa 47.000 Menschen besuchen das Museum jährlich.

## Sammlung
Die Gemälde-, Grafik- und Fotografiesammlung umfasst mehr als 700 Werke aus der Zeit zwischen 1830 und 1930 sowie von 1995 bis heute. Sie werden unter wechselnden Themenstellungen in Ausschnitten gezeigt. Das Thema „Meer und Küste“ entlang der Westküste von den Niederlanden über Deutschland und Dänemark bis nach Norwegen steht im Zentrum. In der Sammlung verzeichnet sind Arbeiten von Künstlern der europäischen Kunstgeschichte wie Edvard Munch, Emil Nolde, Max Liebermann, Max Beckmann, Anna Ancher, Michael Ancher, Johan Christian Clausen Dahl, Peder Severin Krøyer, Christian Krohg, Hendrik Willem Mesdag, Jozef Israëls und Andreas Schelfhout. Zum Bestand der Museumssammlung zählen auch zeitgenössische Kunstwerke zum Thema „Meer und Küste“, etwa Arbeiten von Fiona Tan und Yinka Shonibare.

## Architektur

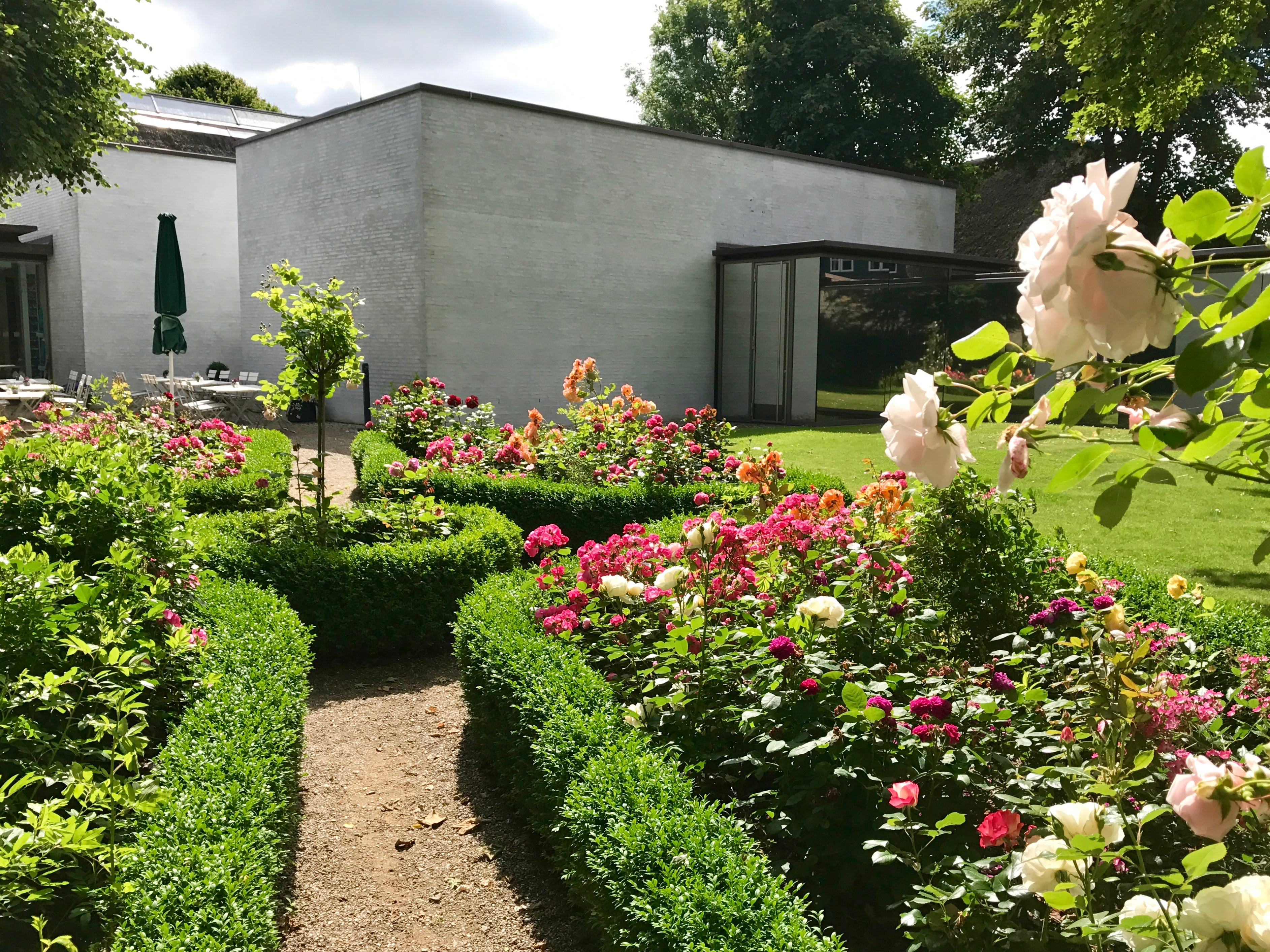
Der Museumsgarten mit dem Gebäudeensemble des Museums.

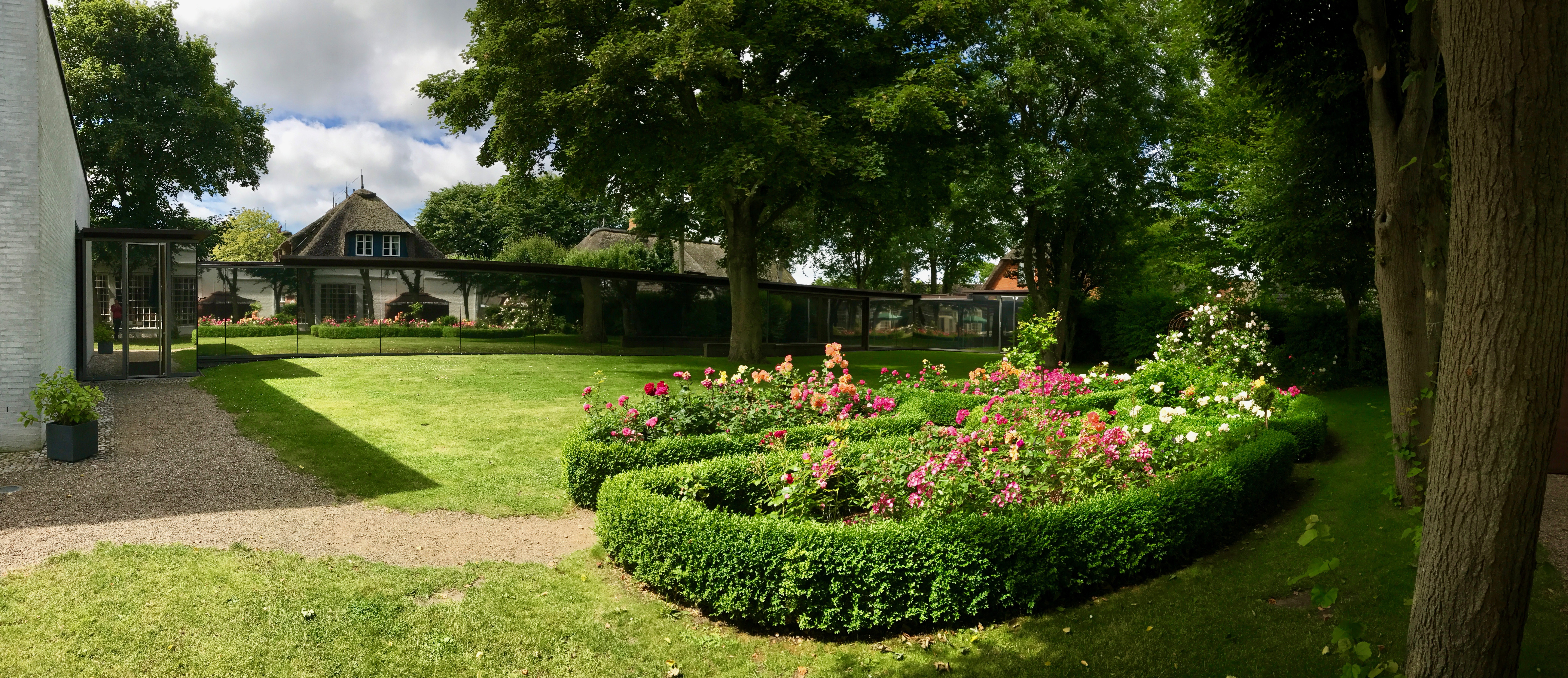
Der Museumsgarten mit dem Gebäudeensemble des Museums.

Das Museum Kunst der Westküste ist nach einem Entwurf des Architekten Gregor Sunder-Plassmann als mehrgliedriges Gebäudeensemble konzipiert, das Tradition und Moderne zusammenfügt. In sechs Saalbauten steht ein Ausstellungsareal von insgesamt 900 m² zur Verfügung.
Das Tageslichtmuseum kontrastiert mit seiner ländlichen Umgebung. Weitere Bestandteile der Gesamtanlage sind der Museumsgarten und der im Stil eines skandinavischen Herrenhauses aus der Zeit um 1900 neu erbaute Grethjens Gasthof, der die Museumsgastronomie beherbergt. Der Name geht auf Grethjen Hayen (1824–1910) zurück, die einen Gasthof an gleicher Stelle lange führte. Dieser Gasthof war Aufenthaltsort und Treffpunkt einiger Künstler, wie etwa des Mitbegründers der Berliner Secession, Otto Heinrich Engel, der zwischen 1901 und 1907 jeden Sommer in dem Gasthof logierte.

## Publikationen
- Thorsten Sadowsky (Hrsg.): Von Bergen bis Bergen. Positionen aus der Sammlung Kunst der Westküste. Ausstellungskatalog. Heide 2009, ISBN 978-3-8042-1294-7.
- Thorsten Sadowsky (Hrsg.): Meeresstücke – Seascapes. Ausstellungskatalog. Alkersum 2010, ISBN 978-3-9812969-4-5.
- Thorsten Sadowsky (Hrsg.): Szenenwechsel. Zeitgenössische Kunst im Museum Kunst der Westküste 2009–2014. Ausstellungskatalog. Alkersum 2013, ISBN 978-3-942872-03-4.
- Thorsten Sadowsky (Hrsg.): Handarbeit. Material und Symbolik. Ausstellungskatalog. Alkersum 2013, ISBN 978-3-942872-02-7.
- Museum Kunst der Westküste (Hrsg.): Edvard Munch. Alpha & Omega. Ausstellungskatalog. Alkersum 2013, ISBN 978-3-942872-06-5.
- Ulrike Wolff-Thomsen, Museum Kunst der Westküste (Hrsg.): Paula Modersohn-Becker & Otto Modersohn. Die Amrum-Reise 1903. Ausstellungskatalog. Heide 2014, ISBN 978-3-8042-1407-1.
- Martina Nommsen, Museum Kunst der Westküste (Hrsg.): Papermania. Papier als Medium in der zeitgenössischen Kunst. Ausstellungskatalog. Alkersum 2015, ISBN 978-3-942872-07-2.
- Ulrike Wolff-Thomsen, Museum Kunst der Westküste (Hrsg.): Hans Peter Feddersen (1848–1941). Von Luft und Licht. Von Wind und Wolken. Ausstellungskatalog. Heide 2016, ISBN 978-3-8042-1428-6.
- Ulrike Wolff-Thomsen, Museum Kunst der Westküste (Hrsg.): Max Liebermann und Zeitgenossen. Neue Werke in der Sammlung. Ausstellungskatalog. Heide 2016, ISBN 978-3-8042-1438-5.
- Ulrike Wolff-Thomsen, Museum Kunst der Westküste (Hrsg.): Jochen Hein – Über die Tiefe. Ausstellungskatalog. Heide 2016, ISBN 978-3-8042-1444-6.
- Mila Teishaieva (Hrsg.): InselWesen. Fotobuch zur Ausstellung vom 26.6. – 8. Januar 2017 im Museum Kunst der Westküste. Heidelberg 2016, ISBN 978-3-86828-847-6.
- Ulrike Wolff-Thomsen, Museum Kunst der Westküste (Hrsg.): Fritz Overbeck und Hermine Overbeck-Rohte. Das Worpsweder Künstlerpaar auf Sylt und Föhr, anlässlich der gleichnamigen Ausstellung. Heide 2017, ISBN 978-3-8042-1463-7.
- Andrea Rygg Karberg, Ulrike Wolff-Thomsen (Hrsg.): Momente der Klarheit : Janus la Cour und das neue Bild der Natur. Sandstein, Dresden 2024, ISBN 978-3-95498-845-7
[Zur Ausstellung im Museum Kunst der Westküste 2024/25 sowie The Nivaagaard Collection, Nivå 2025/26.]